# Psaliodes interstrata
Psaliodes interstrata är en fjärilsart som beskrevs av William Schaus 1912. Psaliodes interstrata ingår i släktet Psaliodes och familjen mätare. Inga underarter finns listade i Catalogue of Life.